# Agaricus pequinii
Agaricus pequinii är en svampart som först beskrevs av Jean Louis Emile Boudier, och fick sitt nu gällande namn av Rolf Singer 1938. Agaricus pequinii ingår i släktet champinjoner och familjen Agaricaceae.   Inga underarter finns listade i Catalogue of Life.